# Караина
Караина (укр. Караїна) — село в Теофипольском районе Хмельницкой области Украины.
Население по переписи 2001 года составляло 138 человек. Почтовый индекс — 30634. Телефонный код — 3844. Занимает площадь 0,315 км². Код КОАТУУ — 6824781502.

## Местный совет
30634, Хмельницкая обл., Теофипольский р-н, с. Гавриловка, ул. Ленина